# Ernestina Albertina di Sassonia-Weimar
Ernestina Albertina di Sassonia-Weimar (Weimar, 28 dicembre 1722 – Alverdissen, 25 novembre 1769) è stata una nobile tedesca.

## Biografia
Fu una delle poche figlie a raggiungere l'età adulta del Duca di Sassonia-Weimar-Eisenach Ernesto Augusto I. Ella fu la sesta figlia che questi ebbe dalla prima moglie Eleonora Guglielmina di Anhalt-Köthen, sposata nel 1716 e morta dieci anni dopo.
Ernestina Albertina venne data in sposa al principe Filippo Ernesto II di Schaumburg-Lippe. Il matrimonio venne celebrato a Weimar il 6 maggio 1756.
Ella riuscì a dare al marito quattri figli, contribuendo a creare la linea Schaumburg-Lippe creata proprio da Filippo Ernesto:
- Clemente Augusto Ernesto (Alverdissen, 27 agosto 1757-Alverdissen, 16 ottobre 1757);
- Carlo Guglielmo Federico (Alverdissen, 18 luglio 1759-Bückeburg, 7 settembre 1780);
- Giorgio Carlo Federico (Alverdissen, 11 dicembre 1760-Münster, 12 novembre 1766)
- Federica Antonietta (Alverdissen, 1º maggio 1762-Stadthagen, 12 giugno 1777)

Ernestina morì a Alverdissen, e lì trovò sepoltura, il 25 novembre 1769. Suo marito si risposò il 10 ottobre 1780 con Giuliana d'Assia-Philippsthal dalla quale ebbe altri figli.

## Ascendenza
|                                         |                            |                                                                 | Genitori                         |  |  | Nonni |  |  | Bisnonni                               |  |  | Trisnonni                    |  |
|                                         |                            |                                                                 |                                  |  |  |       |  |  | Giovanni Ernesto II di Sassonia-Weimar |  |  | Guglielmo di Sassonia-Weimar |  |
|                                         |                            |                                                                 |                                  |  |  |       |  |  | Giovanni Ernesto II di Sassonia-Weimar |  |  | Guglielmo di Sassonia-Weimar |  |
|                                         |                            | Eleonora Dorotea di Anhalt-Dessau                               |                                  |  |  |       |  |  | Giovanni Ernesto II di Sassonia-Weimar |  |  |                              |  |
| Giovanni Ernesto III di Sassonia-Weimar |                            |                                                                 |                                  |  |  |       |  |  | Giovanni Ernesto II di Sassonia-Weimar |  |  |                              |  |
|                                         |                            | Cristina Elisabetta di Schleswig-Holstein-Sonderburg-Franzhagen | …                                |  |  |       |  |  |                                        |  |  |                              |  |
|                                         |                            | Cristina Elisabetta di Schleswig-Holstein-Sonderburg-Franzhagen | …                                |  |  |       |  |  |                                        |  |  |                              |  |
|                                         |                            | Cristina Elisabetta di Schleswig-Holstein-Sonderburg-Franzhagen | …                                |  |  |       |  |  |                                        |  |  |                              |  |
| Ernesto Augusto I di Sassonia-Weimar    |                            | Cristina Elisabetta di Schleswig-Holstein-Sonderburg-Franzhagen |                                  |  |  |       |  |  |                                        |  |  |                              |  |
|                                         |                            | Giovanni VI di Anhalt-Zerbst                                    | Rodolfo di Anhalt-Zerbst         |  |  |       |  |  |                                        |  |  |                              |  |
|                                         |                            | Giovanni VI di Anhalt-Zerbst                                    | Rodolfo di Anhalt-Zerbst         |  |  |       |  |  |                                        |  |  |                              |  |
|                                         |                            | Giovanni VI di Anhalt-Zerbst                                    | Maddalena di Oldenburg           |  |  |       |  |  |                                        |  |  |                              |  |
| Sofia Augusta di Anhalt-Zerbst          |                            | Giovanni VI di Anhalt-Zerbst                                    |                                  |  |  |       |  |  |                                        |  |  |                              |  |
|                                         |                            | Sofia Augusta di Holstein-Gottorp                               | Federico III di Holstein-Gottorp |  |  |       |  |  |                                        |  |  |                              |  |
|                                         |                            | Sofia Augusta di Holstein-Gottorp                               | Federico III di Holstein-Gottorp |  |  |       |  |  |                                        |  |  |                              |  |
|                                         |                            | Sofia Augusta di Holstein-Gottorp                               | Maria Elisabetta di Sassonia     |  |  |       |  |  |                                        |  |  |                              |  |
| Ernestina Albertina di Sassonia-Weimar  |                            | Sofia Augusta di Holstein-Gottorp                               |                                  |  |  |       |  |  |                                        |  |  |                              |  |
|                                         | Emmanuele di Anhalt-Köthen | Augusto di Anhalt-Köthen                                        |                                  |  |  |       |  |  |                                        |  |  |                              |  |
|                                         | Emmanuele di Anhalt-Köthen | Augusto di Anhalt-Köthen                                        |                                  |  |  |       |  |  |                                        |  |  |                              |  |
|                                         | Emmanuele di Anhalt-Köthen | Sibilla di Solms-Laubach                                        |                                  |  |  |       |  |  |                                        |  |  |                              |  |
| Emmanuele Lebrecht di Anhalt-Köthen     | Emmanuele di Anhalt-Köthen |                                                                 |                                  |  |  |       |  |  |                                        |  |  |                              |  |
|                                         |                            | Anna Eleonora di Stolberg-Wernigerode                           | …                                |  |  |       |  |  |                                        |  |  |                              |  |
|                                         |                            | Anna Eleonora di Stolberg-Wernigerode                           | …                                |  |  |       |  |  |                                        |  |  |                              |  |
|                                         |                            | Anna Eleonora di Stolberg-Wernigerode                           | …                                |  |  |       |  |  |                                        |  |  |                              |  |
| Eleonora Guglielmina di Anhalt-Köthen   |                            | Anna Eleonora di Stolberg-Wernigerode                           |                                  |  |  |       |  |  |                                        |  |  |                              |  |
|                                         |                            | Balthasar Wilhelm von Rath                                      | …                                |  |  |       |  |  |                                        |  |  |                              |  |
|                                         |                            | Balthasar Wilhelm von Rath                                      | …                                |  |  |       |  |  |                                        |  |  |                              |  |
|                                         |                            | Balthasar Wilhelm von Rath                                      | …                                |  |  |       |  |  |                                        |  |  |                              |  |
| Gisella Agnese von Rath                 |                            | Balthasar Wilhelm von Rath                                      |                                  |  |  |       |  |  |                                        |  |  |                              |  |
|                                         |                            | Maddalena Dorothea von Wuthenau                                 | …                                |  |  |       |  |  |                                        |  |  |                              |  |
|                                         |                            | Maddalena Dorothea von Wuthenau                                 | …                                |  |  |       |  |  |                                        |  |  |                              |  |
|                                         |                            | Maddalena Dorothea von Wuthenau                                 | …                                |  |  |       |  |  |                                        |  |  |                              |  |
|                                         |                            | Maddalena Dorothea von Wuthenau                                 |                                  |  |  |       |  |  |                                        |  |  |                              |  |